# Johann Bütow
Johann Bütow, latinisiert Johannes Butovius (* um 1565 in Treptow an der Rega in Hinterpommern; † nach 1626) war ein deutscher evangelisch-lutherischer Theologe und Schriftsteller.

Bütow lebte in Pommern. Er war von 1589 bis 1613 Pfarrer in Körlin, von 1613 bis 1618 Hofprediger in Köslin und danach Hofprediger an der Schlosskirche zu Stettin. In Stettin hielt er 1620 eine Leichenpredigt auf Herzog Franz von Pommern-Stettin, die 1621 veröffentlicht wurde.
Bütow schrieb 1600 ein deutschsprachiges Drama Comoedia de nuptiali contractu Isaaci, das ist Heyraths-Spiegel, darinnen ... allen Gesellen und Jungfrauen gezeigt wird, wie sie zu einem gottseeligen Ehestand sich bereiten sollen. Hier verband er die aus dem Alten Testament stammende Geschichte über Isaak mit einer bäuerlichen Ehestandsgeschichte, die mit großer Naturwahrheit, Geschimpf und Prügelei auf Plattdeutsch dargestellt ist. Die Rüpelszenen aus diesem Drama ähneln denen in der später von Jochim Schlu veröffentlichten Comedia von dem frommen, gottfürchtigen und gehorsamen Isaac (Rostock 1606).

## Schriften (Auswahl)
- Comoedia de nuptiali contractu Isaaci, das ist Heyraths-Spiegel, darinnen ... allen Gesellen und Jungfrauen gezeigt wird, wie sie zu einem gottseeligen Ehestand sich bereiten sollen. Alt Stettin 1600.
- Encomium pacis. 1614.
- Acht christliche Predigten. 1617.
- Ehren- und Trostpredigten. 1618.